# God Friended Me
God Friended Me es una serie de comedia dramática estadounidense. Fue ordenada a la serie el 11 de mayo de 2018, y protagonizada por Brandon Micheal Hall, Javicia Leslie, Suraj Sharma, y Joe Morton. La serie se estrenó el 30 de septiembre de 2018 y finalizó el 26 de abril de 2020, en CBS. El 19 de octubre de 2018, se anunció que la serie había recibido una temporada completa en CBS.
El 14 de abril de 2020, CBS canceló la serie tras dos temporadas.

## Sinopsis
God Friended Me" se describe como una serie humorística y edificante que explora cuestiones de fe, existencia y ciencia. Se centra en Miles (Hall), un ateo cuya vida se pone patas arriba cuando es "amigo" de Dios en Facebook. Sin querer, se convierte en un agente de cambio en las vidas y destinos de los demás a su alrededor. Cara (Violett Beane) es una de las principales escritoras de una revista en línea. Bajo la presión de su próxima gran historia, su vida da un giro interesante cuando conoce a Miles, gracias a la sugerencia de un amigo de Dios.

### Uso de Facebook
God Friended Me usa Facebook frecuentemente como dispositivo narrativo. El "Amigo" en el título Dios me hizo su Amigo se refiere al acto de ser amigo de alguien en los medios sociales, otorgando a esa persona privilegios especiales (en el servicio en cuestión) con respecto a uno mismo. En Facebook, por ejemplo, los amigos tienen el privilegio de ver y publicar en su línea de tiempo. En God Friended Me, esto permite a Dios contactar a Miles.
Aunque la mayoría de los ingresos de Facebook provienen de la publicidad, El creador del programa, Steven Lilien, dice que sus conversaciones con Facebook se han limitado a discutir "hasta qué punto podemos representarlo". Según el productor ejecutivo Bryan Wynbrandt, el "Dios" de la serie estará activo en Facebook fuera de la serie, con páginas de su agrado y cambiando su foto de perfil como ejemplos de sus posibles actividades en línea.

## Reparto
- Brandon Micheal Hall[1] como Miles Finer
- Violett Beane como Cara Bloom
- Javicia Leslie[1] como Ali Finer
- Suraj Sharma[1] como Rakesh Sehgal
- Joe Morton[1] como Rev. Arthur Finer
- Kyle Harris[10] como Eli James

## Episodios
| Temporada | Temporada | Episodios | Episodios | Emisión original         | Emisión original    |
| Temporada | Temporada | Episodios | Episodios | Primera emisión          | Última emisión      |
| --------- | --------- | --------- | --------- | ------------------------ | ------------------- |
|           | 1         | 20        | 20        | 30 de septiembre de 2018 | 14 de abril de 2019 |
|           | 2         | 22        | 22        | 29 de septiembre de 2019 | 26 de abril de 2020 |

## Lanzamiento

### Distribución
En Latinoamérica se estrenará el 6 de enero de 2020 en Warner TV.

## Recepción

### Respuesta crítica
En la página web Rotten Tomatoes, la serie tiene un índice de aprobación del 20% basado en 15 reseñas, con una puntuación media de 
3,38 sobre 10. El consenso crítico del sitio dice: "Un manejo inane y poco reflexivo de los temas espirituales ayuda a God Friended Me a superar -e incluso a beneficiarse de- su serio enfoque de una premisa potencialmente". Metacritic, que utiliza una media ponderada, asignó una puntuación de 17 sobre 100 basada en 14 críticos, lo que indica "revisiones mixtas o medias".

## Sitios externos
- Página web oficial
- God Friended Me en Internet Movie Database (en inglés).

- Datos: Q53679482